# Skisprung-Grand-Prix 2006
Der Skisprung-Grand-Prix 2006 (offizielle Bezeichnung: FIS Grand Prix Skispringen 2006) war eine vom Weltskiverband FIS zwischen dem 5. August 2006 und dem 3. Oktober 2006 ausgetragene Wettkampfserie im Skispringen. Der an neun verschiedenen Orten in Europa und Asien ausgetragene Grand-Prix bestand aus einem Team- und zehn Einzelwettbewerben, davon fanden acht in Europa und zwei in Asien statt. Den Sieg in der Gesamtwertung konnte der Pole Adam Małysz vor den Österreichern Wolfgang Loitzl und Andreas Kofler erringen. Der Titelverteidiger Jakub Janda aus Tschechien belegte den neunten Platz. Die Nationenwertung gewann zum sechsten Mal in Folge das Team aus Österreich, vor den Teams aus Norwegen und Finnland.

## Ergebnisse und Wertungen

### Grand-Prix Übersicht
| Datum                               | Austragungsort                      | Schanze                             | Bemerkung                           | Sieger                                                                        | Zweiter                                                      | Dritter                                                                |
| ----------------------------------- | ----------------------------------- | ----------------------------------- | ----------------------------------- | ----------------------------------------------------------------------------- | ------------------------------------------------------------ | ---------------------------------------------------------------------- |
| 05.08.2006                          | Hinterzarten                        | Adlerschanze HS108                  | Team                                | ÖsterreichWolfgang Loitzl Gregor Schlierenzauer Manuel Fettner Andreas Kofler | FinnlandJanne Happonen Tami Kiuru Harri Olli Matti Hautamäki | DeutschlandMichael Neumayer Martin Schmitt Georg Späth Michael Uhrmann |
| 4-Nations-Grand-Prix:               |                                     |                                     |                                     |                                                                               |                                                              |                                                                        |
| 06.08.2006                          | Hinterzarten                        | Adlerschanze HS108                  |                                     | Georg Späth                                                                   | Andreas Kofler                                               | Gregor Schlierenzauer                                                  |
| 08.08.2006                          | Predazzo                            | Trampolino dal Ben HS134            |                                     | Adam Małysz                                                                   | Andreas Küttel                                               | Jakub Janda                                                            |
| 12.08.2006                          | Einsiedeln                          | AKAD-Schanze HS117                  |                                     | Andreas Kofler                                                                | Gregor Schlierenzauer                                        | Simon Ammann                                                           |
| 14.08.2006                          | Courchevel                          | Tremplin du Praz HS132              |                                     | Gregor Schlierenzauer                                                         | Wolfgang Loitzl                                              | Adam Małysz                                                            |
| 4-Nations-Grand-Prix-Gesamtwertung: | 4-Nations-Grand-Prix-Gesamtwertung: | 4-Nations-Grand-Prix-Gesamtwertung: | 4-Nations-Grand-Prix-Gesamtwertung: | Andreas Kofler                                                                | Adam Małysz                                                  | Gregor Schlierenzauer                                                  |
| 26.08.2006                          | Zakopane                            | Wielka Krokiew HS134                |                                     | Adam Małysz                                                                   | Gregor Schlierenzauer                                        | Jernej Damjan Anders Bardal                                            |
| 02.09.2006                          | Kranj                               | Bauhenk HS109                       |                                     | Simon Ammann                                                                  | Wolfgang Loitzl                                              | Roman Koudelka                                                         |
| 09.09.2006                          | Hakuba                              | Hakuba-Schanzen HS131               |                                     | Janne Happonen                                                                | Wolfgang Loitzl                                              | Antonín Hájek                                                          |
| 10.09.2006                          | Hakuba                              | Hakuba-Schanzen HS131               |                                     | Janne Happonen                                                                | Andreas Küttel                                               | Antonín Hájek                                                          |
| 30.09.2006                          | Klingenthal                         | Vogtland Arena HS140                |                                     | Adam Małysz                                                                   | Andreas Widhölzl                                             | Tami Kiuru                                                             |
| 03.10.2006                          | Oberhof                             | Hans-Renner-Schanze HS140           |                                     | Adam Małysz                                                                   | Anders Bardal                                                | Janne Ahonen                                                           |

### Wertungen
| Rang | Name                  | Punkte |
| ---- | --------------------- | ------ |
| 01   | Adam Małysz           | 545    |
| 02   | Wolfgang Loitzl       | 486    |
| 03   | Andreas Kofler        | 397    |
| 04   | Simon Ammann          | 393    |
| 05   | Gregor Schlierenzauer | 330    |
| 06   | Andreas Küttel        | 303    |
| 07   | Janne Happonen        | 252    |
| 08   | Anders Bardal         | 221    |
| 09   | Jakub Janda           | 196    |
| 10   | Anders Jacobsen       | 184    |
| 11   | Jernej Damjan         | 183    |
| 12   | Antonín Hájek         | 168    |
| 13   | Manuel Fettner        | 165    |
| 14   | Roman Koudelka        | 157    |
| 15   | Georg Späth           | 144    |
| 16   | Dmitri Ipatow         | 128    |
| 17   | Michael Uhrmann       | 118    |
| 18   | Martin Höllwarth      | 115    |
| 19   | Matti Hautamäki       | 114    |
| 20   | Daiki Itō             | 109    |
| 21   | Denis Kornilow        | 103    |
| 22   | Andreas Widhölzl      | 101    |
|      | Martin Schmitt        | 101    |
| 24   | Bjørn Einar Romøren   | 099    |
| 25   | Tom Hilde             | 098    |
| 26   | Thomas Morgenstern    | 096    |
| 27   | Lars Bystøl           | 094    |
|      | Takanobu Okabe        | 094    |

| Rang | Name                | Punkte |
| ---- | ------------------- | ------ |
| 29   | Tami Kiuru          | 091    |
| 30   | Noriaki Kasai       | 086    |
| 31   | Janne Ahonen        | 084    |
| 32   | Dmitri Wassiljew    | 080    |
| 33   | Thomas Lobben       | 074    |
|      | Harri Olli          | 074    |
| 35   | Michael Neumayer    | 072    |
| 36   | David Lazzaroni     | 071    |
| 37   | Kamil Stoch         | 066    |
| 38   | Sigurd Pettersen    | 064    |
|      | Martin Koch         | 064    |
| 40   | Sebastian Colloredo | 061    |
| 41   | Primož Pikl         | 059    |
| 42   | Christian Ulmer     | 057    |
| 43   | Taku Takeuchi       | 054    |
| 44   | Wojciech Skupień    | 051    |
| 45   | Rok Benkovič        | 047    |
| 46   | Roar Ljøkelsøy      | 046    |
| 47   | Balthasar Schneider | 042    |
| 48   | Rafał Śliż          | 037    |
| 49   | Stefan Thurnbichler | 035    |
| 50   | Jure Šinkovec       | 033    |
| 51   | Kenshirō Itō        | 031    |
| 52   | Ilja Rosljakow      | 028    |
| 53   | Jan Mazoch          | 025    |
| 54   | Jurij Tepeš         | 024    |
| 55   | Jörg Ritzerfeld     | 021    |
|      | Andrea Morassi      | 021    |

| Rang | Name               | Punkte |
| ---- | ------------------ | ------ |
| 57   | Primož Peterka     | 020    |
|      | Emmanuel Chedal    | 020    |
| 59   | Michael Möllinger  | 019    |
| 60   | Primož Roglič      | 016    |
|      | Jens Salumäe       | 016    |
| 62   | Stephan Hocke      | 014    |
|      | Andreas Wank       | 014    |
| 64   | Mario Innauer      | 013    |
| 65   | Mathias Hafele     | 012    |
| 66   | Guido Landert      | 010    |
|      | Choi Yong-jik      | 010    |
| 68   | Rok Urbanc         | 009    |
| 69   | Martin Mesík       | 007    |
|      | Tsuyoshi Ichinohe  | 007    |
| 71   | Florian Liegl      | 005    |
|      | Shūsaku Hosoyama   | 005    |
|      | Kazuya Yoshioka    | 005    |
| 74   | Jussi Hautamäki    | 004    |
|      | Julian Musiol      | 004    |
| 76   | Pjotar Tschaadajeu | 003    |
|      | Ildar Fatkullin    | 003    |
| 78   | Kalle Keituri      | 002    |
|      | Stefan Hula        | 002    |
|      | Jure Bogataj       | 002    |
| 81   | Robert Mateja      | 001    |
|      | Gorazd Robnik      | 001    |

| Endstand nach 11 Springen |             |        |
| \| Rang \| Land \| Punkte \| \| ---- \| ----------- \| ------ \| \| 01 \| Österreich \| 2261 \| \| 02 \| Norwegen \| 0980 \| \| 03 \| Finnland \| 0971 \| \| 04 \| Polen \| 0902 \| \| 05 \| Deutschland \| 0845 \| \| 06 \| Tschechien \| 0796 \| \| 07 \| Schweiz \| 0725 \| \| 08 \| Russland \| 0492 \| \| 09 \| Slowenien \| 0444 \| \| 10 \| Japan \| 0391 \| \| 11 \| Frankreich \| 0091 \| \| 12 \| Italien \| 0082 \| \| 13 \| Estland \| 0016 \| \| 14 \| Südkorea \| 0010 \| \| 15 \| Slowakei \| 0007 \| \| 16 \| Belarus \| 0003 \| |             |        |
| Rang | Land        | Punkte |
| 01 | Österreich  | 2261   |
| 02 | Norwegen    | 0980   |
| 03 | Finnland    | 0971   |
| 04 | Polen       | 0902   |
| 05 | Deutschland | 0845   |
| 06 | Tschechien  | 0796   |
| 07 | Schweiz     | 0725   |
| 08 | Russland    | 0492   |
| 09 | Slowenien   | 0444   |
| 10 | Japan       | 0391   |
| 11 | Frankreich  | 0091   |
| 12 | Italien     | 0082   |
| 13 | Estland     | 0016   |
| 14 | Südkorea    | 0010   |
| 15 | Slowakei    | 0007   |
| 16 | Belarus     | 0003   |